# Eye Cue

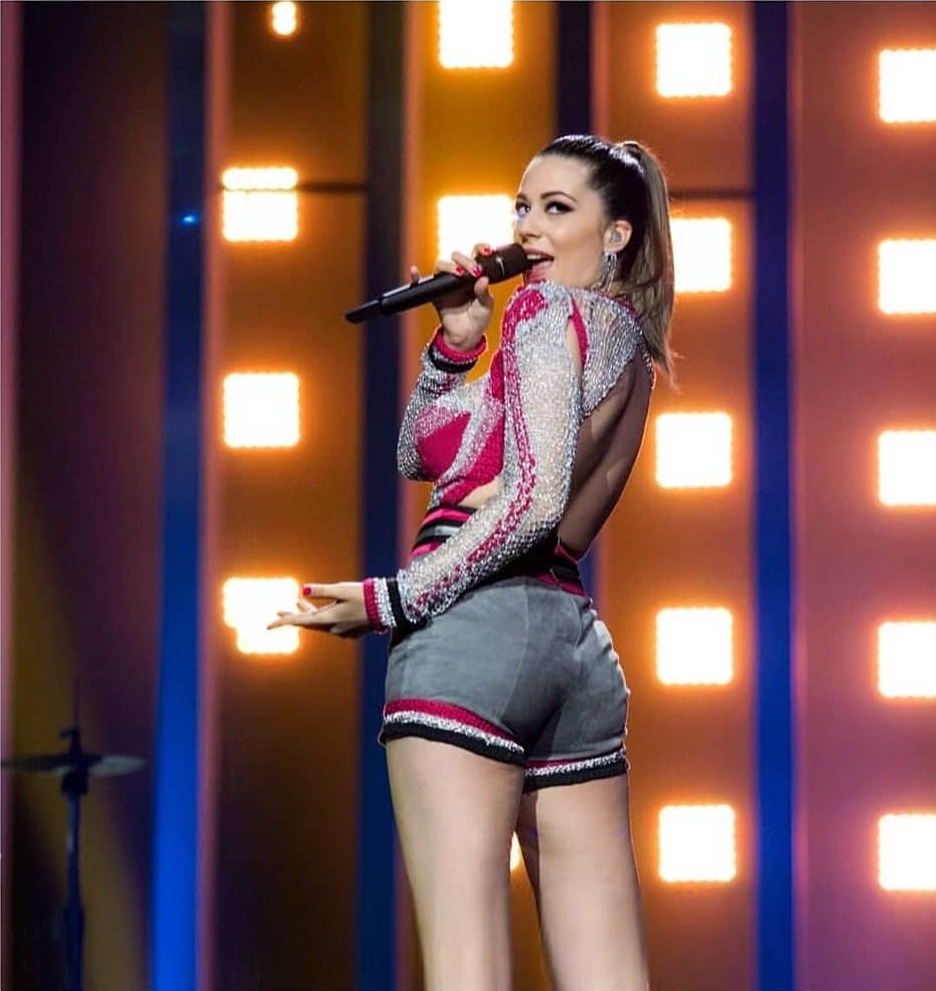
Marija Iwanowska podczas występu w 63. Konkursie Piosenki Eurowizji (2018)

Eye Cue – północnomadecoński zespół muzyczny założony w 2005, reprezentant Macedonii w 63. Konkursie Piosenki Eurowizji (2018).

## Historia zespołu
Zespół, od 2005 początkowo występujący jako duet wokalny, składa się z wokalistów Bojana Trajkowskiego (ur. 3 października 1983) i Mariji Iwanowskiej (ur. 9 września 1997), a także perkusisty Iwo Mitkowskiego. W 2007 rozpoczęli współpracę z macedońskim producentem Walentino Skenderowskim, przygotowując materiał na debiutancki album Superstar Wannabe. W 2008 grupa zasłynęła utworem „Magija”, a dwa lata później wydała przebój „Not This Time”, który notowany był na liście przebojów Adria Top 20 kanału telewizyjnego MTV Adria. Grupa występowała także w programie MTV Express, gdzie wykonywała utwory w wersjach akustycznych. 
W 2015 zespół wygrał Skopje Fest z piosenką „Ubawa”. Tego samego roku wydał także album Samo sakaw!, a w 2017 album Sepak mi e zabawno.
Spośród 382 zgłoszeń, macedoński publiczny nadawca radiowo-telewizyjny MRT wybrał wewnętrznie grupę na reprezentanta Macedonii w 63. Konkursie Piosenki Eurowizji w Lizbonie z utworem „Lost and Found”. 8 maja 2018 zespół wystąpił jako jedenasty w kolejności w pierwszym półfinale konkursu i zajął 18. miejsce z dorobkiem 24 punktów, przez co nie awansował do finału. Po finale konkursu rozpoczęto internetowe głosowanie w plebiscycie o nagrodę im. Barbary Dex, w którym pierwsze miejsce na najgorzej ubranego uczestnika konkursu zajęła ostatecznie wokalistka zespołu – Marija Iwanowska. Podczas występu w półfinale piosenkarka miała na sobie różową, rozpinaną kamizelkę, a pod nią różowo-szary kombinezon, mocno eksponujący dekolt. 

## Dyskografia

### Albumy
Opracowano na podstawie materiału źródłowego.
- 2009: Superstar Wannabe
- 2015: Samo sakaw!
- 2017: Sepak mi e zabawno

### Single
- 2010: „Ista pateka”
- 2010: „Ne zaborawaj”
- 2010: „Not This Time”
- 2012: „Magija”
- 2013: „Son”
- 2013: „Bobi basz mi e gajle”
- 2013: „Superstar Wannabe”
- 2013: „Ni luti se czowecze”
- 2014: „There’s a Chance”
- 2014: „Samo sakaw”
- 2014: „Sega mi trebaš ti” (feat. Kristina Arnaudowa)
- 2015: „Kolku pati”
- 2015: „Ewe pak”
- 2016: „Ubawa”
- 2016: „Sepak mi e zabawno”
- 2016: „Najbola”
- 2016: „Najdobar”
- 2017: „Glowing Lips”
- 2017: „Mojot kral”
- 2017: „Kolku dobro te znam”
- 2017: „Million Times”
- 2017: „Możam, no ne sakam”
- 2018: „Lost and Found”
- 2019: „Dancin’”
- 2019: „Love Me Hate Me”
- 2019: „Too Late”
- 2019: „Jano mori” / „Tell Me Baby”
- 2020: „Gradot ubaw” (feat. Toni Zen)
- 2021: „Da sme zaedno pak”